# Erik Egede
Daniel Erik Egede (* 7. Dezember 1923 in Narsaq; † 29. Juli 1967 in Nuuk) war ein grönländischer Schäfer und Landesrat.

## Leben
Er war der Sohn des Schäfers und Landesrats Jakob Otto Kanuthus Egede (1889–1952) und seiner Frau Bolette Else Johanne Debora Kleist (1895–1934). Er war ein Neffe von Gerhard Egede (1892–1969) und Niels Egede (1900–?). Er war verheiratet mit Helga Ellen Rosa Olsen (1924–2020), Tochter von Gert Julius Olsen (1887–1972) und Charlothe Ane Kathrine Møller (1891–1963). Sie war eine Nichte von Gustav Olsen (1878–1950), Frederik Olsen (1882–1969) und Jakob Olsen (1890–1936) und eine Enkelin von John Møller (1867–1935). Aus der Ehe entstanden sechs Kinder, darunter der Politiker Kaj Egede (1951–2013). Sein Enkel ist Múte B. Egede (* 1987).
Erik Egede machte einen Hochschulabschluss und arbeitete fortan als Schafzüchter in Issormiut. Nach dem Krieg zog er nach Dänemark, um sich dort weiterzubilden. Nach seiner Rückkehr nach Grönland arbeitete er weiter als Schafzüchter und als Fischer.
Er begann sich politisch zu interessieren und wurde Anfang der 1950er Jahre schließlich in den Rat der Gemeinde Narsaq gewählt und wurde dann Vorsitzender des Gemeinderats. 1959 wurde er erstmals in den Grönländischen Landesrat gewählt. 1963 und 1967 wurde er jeweils wiedergewählt. 1963 wurde er zum Landesratsvertreter im Verwaltungsrat von Den Kongelige Grønlandske Handel gewählt. Dazu kamen Ämter im Grønlandsrådet und als Landesratsvertreter im Schafzüchterzusammenarbeitsausschuss. 1967 wurde er zum Vorsitzenden der Grönländischen Schafzüchtervereinigung und des „Katastrophenausschusses“ der Schafzüchter ernannt.
Am 9. Juli 1967 befand er sich auf dem Weg von Qassiarsuk und Igaliku nach Narsaq, als sein Boot mit einer Eisscholle kollidierte. Durch den Aufprall wurde er gegen ein Schwungrad geschleudert und dabei schwer verletzt. Nach der Erstversorgung in Narsaq wurde er aufgrund seiner Verletzungen nach Nuuk ausgeflogen, wo er knapp drei Wochen nach dem Unfall im Alter von 43 Jahren verstarb. Sein Nachfolger im Landesrat wurde Niels Holm.